# Convolvulus cantabrica
Espèce
Classification phylogénétique
Convolvulus cantabrica, connu communément sous les noms de liseron de Biscaye ou de liseron des Cantabriques, est une plante vivace à fleurs de la famille des Convolvulaceae.

## Description
Le liseron de Biscaye est une plante vivace, hémicryptophyte, verte, de 20 à 50 cm de haut, velue, à souche ligneuse.
Chaque année, émerge d'un bourgeon au niveau du sol, une tige herbacée, très velue, ascendante, très rameuse, non volubiles et feuillée.
Les feuilles sont alternes et velues. Le limbe est lancéolé-linéaire, à plusieurs nervures. Les feuilles inférieures sont atténuées en pétiole.
Le pédoncule axillaire, velu, est bien plus long que la feuille. Il porte une panicule, lâche et étalée de 1 à 4 fleurs. La corolle en entonnoir, d'environ 3 cm de diamètre, est rose. Les bractées sont linéaires, velues-hérissées ainsi que le calice. Les fleurs sont pollinisées par les insectes. La floraison s'étale de mai à septembre.
Le fruit est une capsule, globuleuse, velue-hérissée.

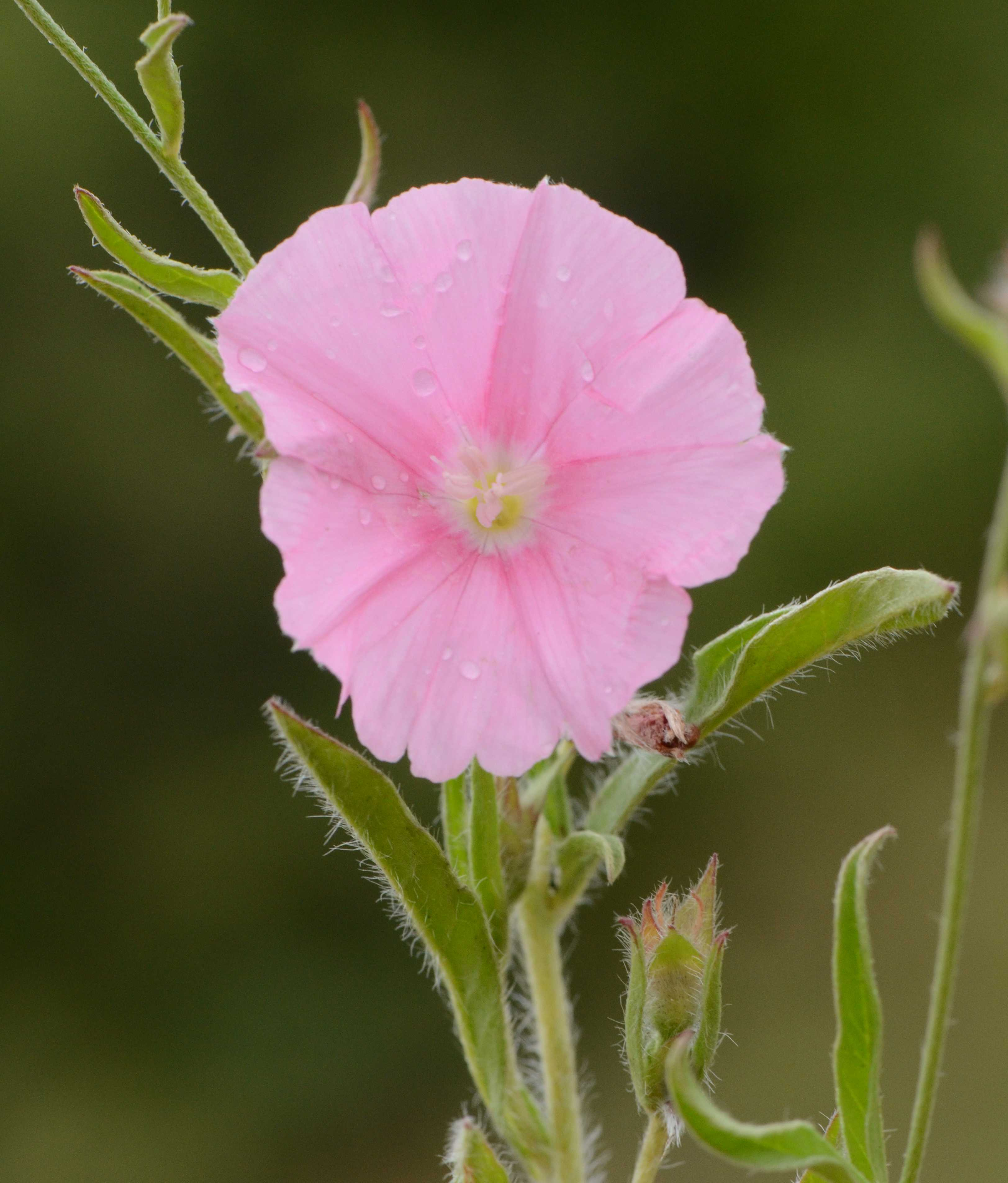
Corolle rose
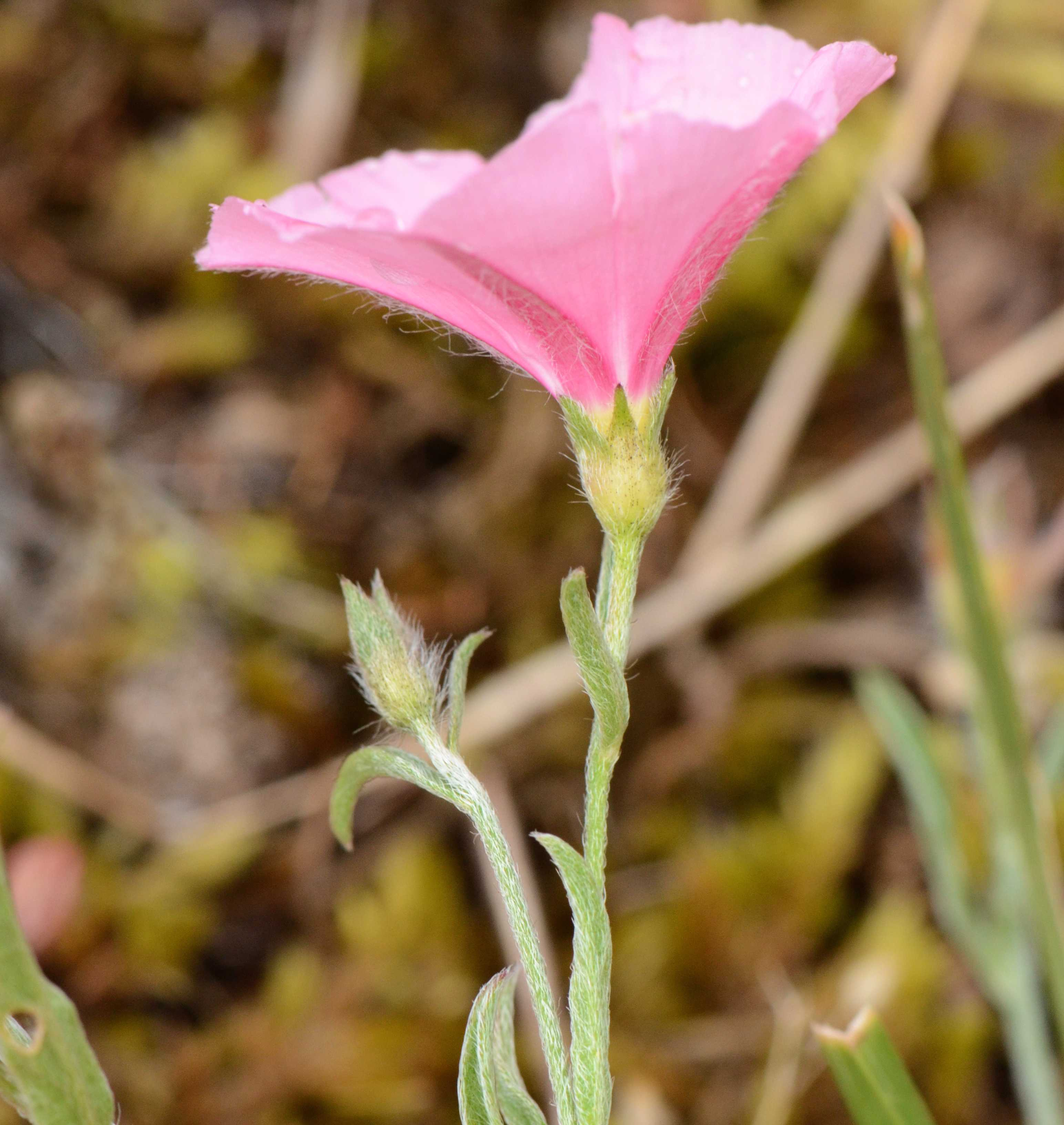
Calice velu
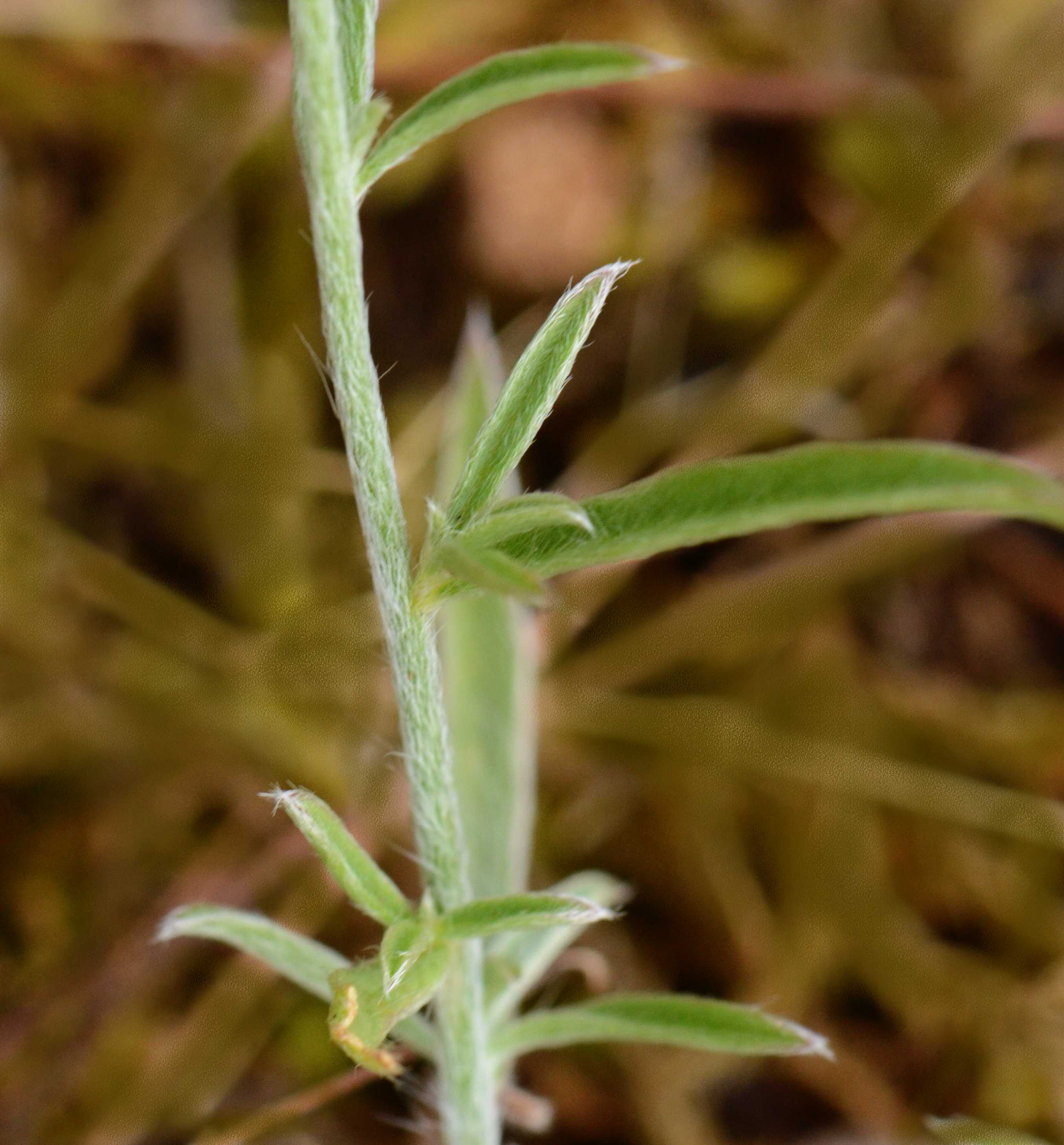
Feuille linéaire, tige velue, non volubile

## Répartition
Convolvulus cantabrica se rencontre dans la région méditerranéenne (France, Italie, Espagne, ex-Yougoslavie, Grèce) et en Europe de l'Est.
En France, on l'observe des Charentes, jusqu'au pourtour méditerranéen, en Bourgogne, dans la vallée du Rhône (de l'Ain aux Bouches-du-Rhône), l'Aveyron et la Corse.
Il croît dans les milieux secs (c'est un xérophile), comme les rocailles calcaires ou les pelouses arides.